# 길아천철교

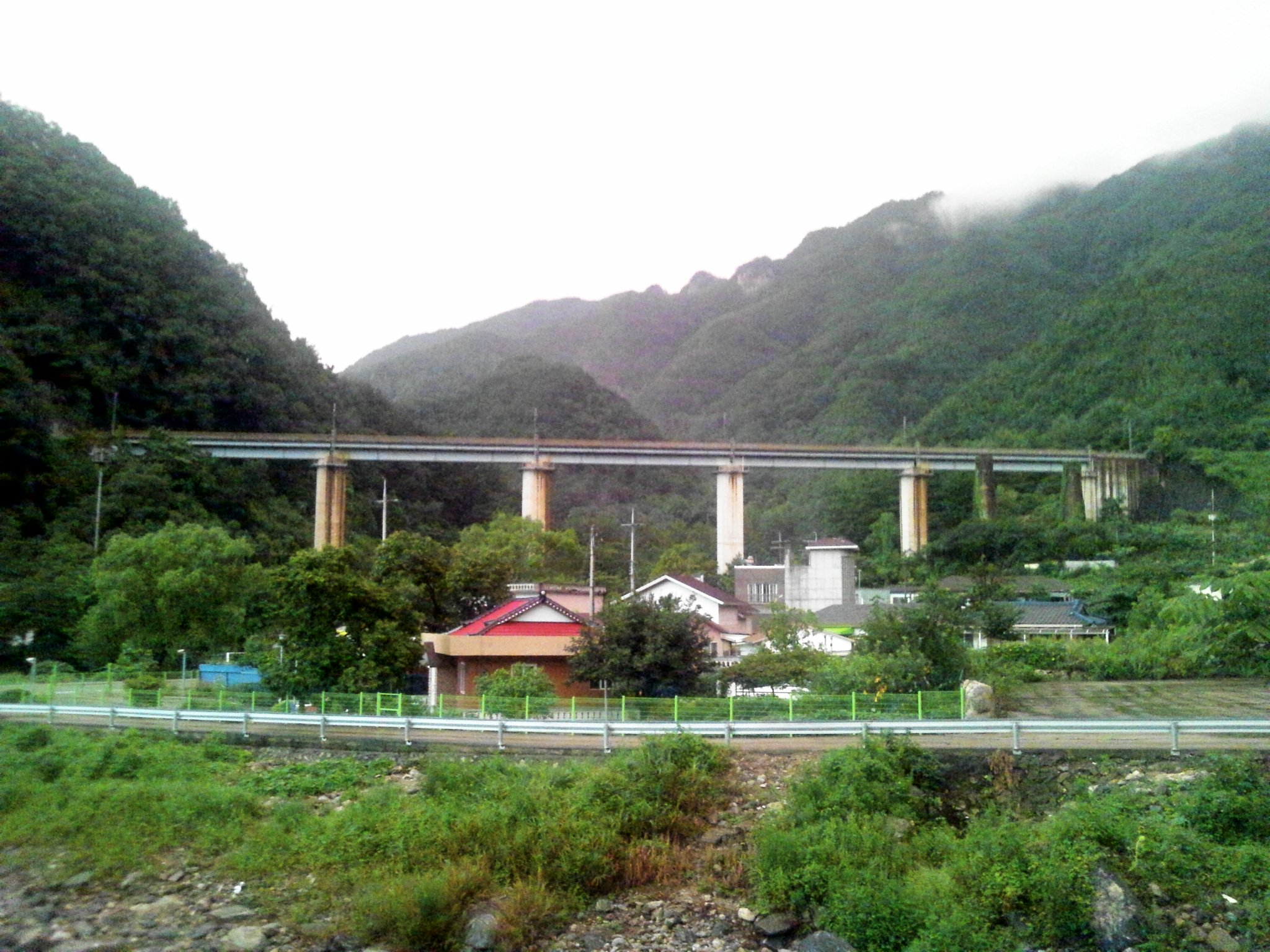

길아천철교(吉峨川鐵橋)는 강원특별자치도 원주시 판부면 금대리에 위치한 옛 중앙선의 철도교이다. 금교역과 치악역 사이에 있으며, 대한민국에서 가장 높은 철도교이다. 높이가 35m이며, 이 높이를 척근법으로 환산할 경우 100척이나 되기 때문에 백척교(百尺橋)라고도 불린다.

## 역사
- 1936년 : 중앙선 착공에 따른 착공
- 1941년 4월 1일 : 중앙선 원주역 ~ 단양역 74.3 km 구간이 개통되면서 열차가 다니기 시작
- 1950년대 초반 : 한국 전쟁으로 인한 파괴, 이후 미군 공병대에 의해 복구
- 1996년 7월 13일 : 신설 철교 개통[1]
- 1996년 11월 9일 : 기존 철교 철거[2]
- 2021년 1월 5일: 중앙선 서원주역 ~ 단양역 구간 이설로 인한 폐선

## 사진

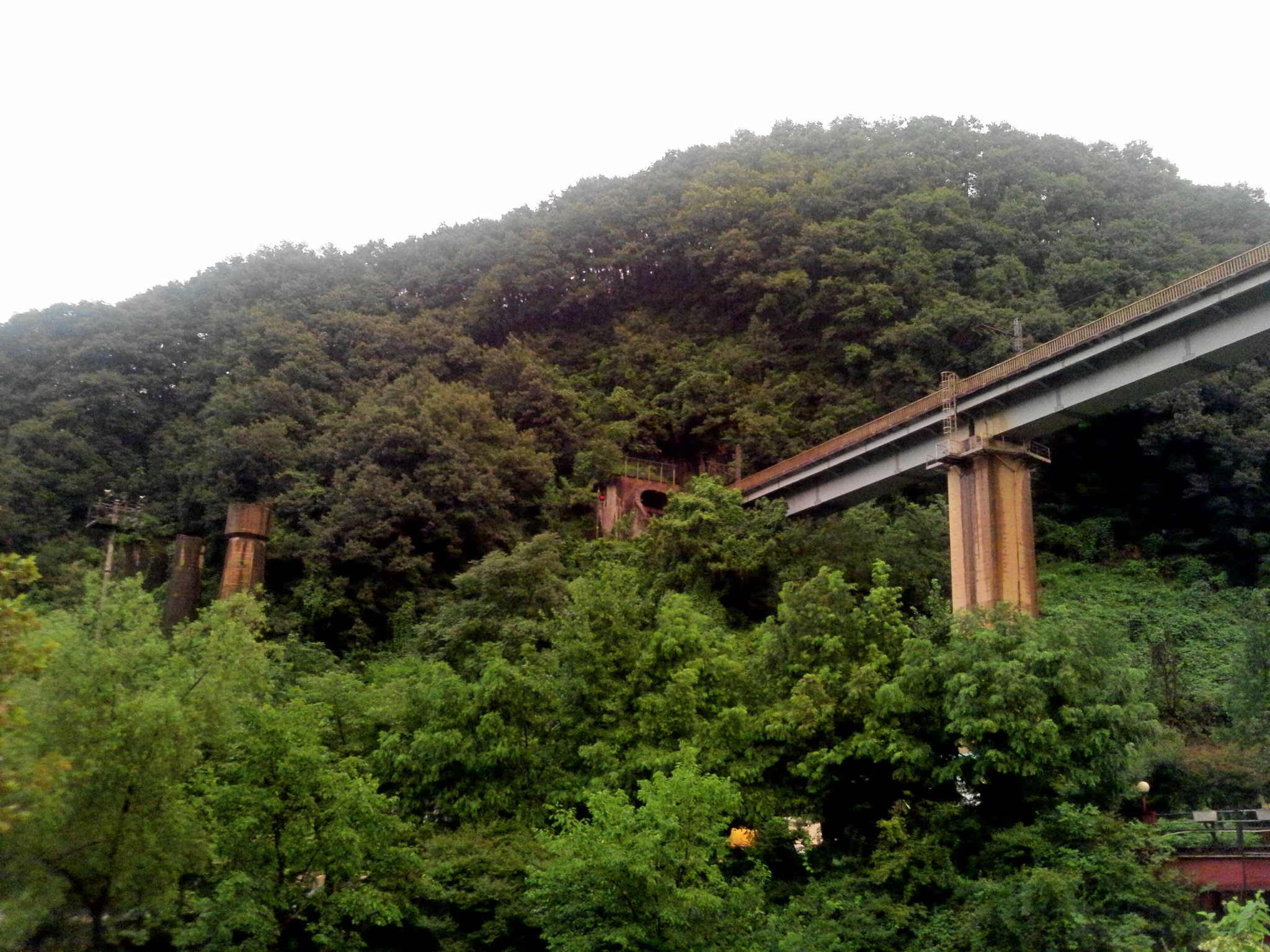
구 교각과 현재의 철교
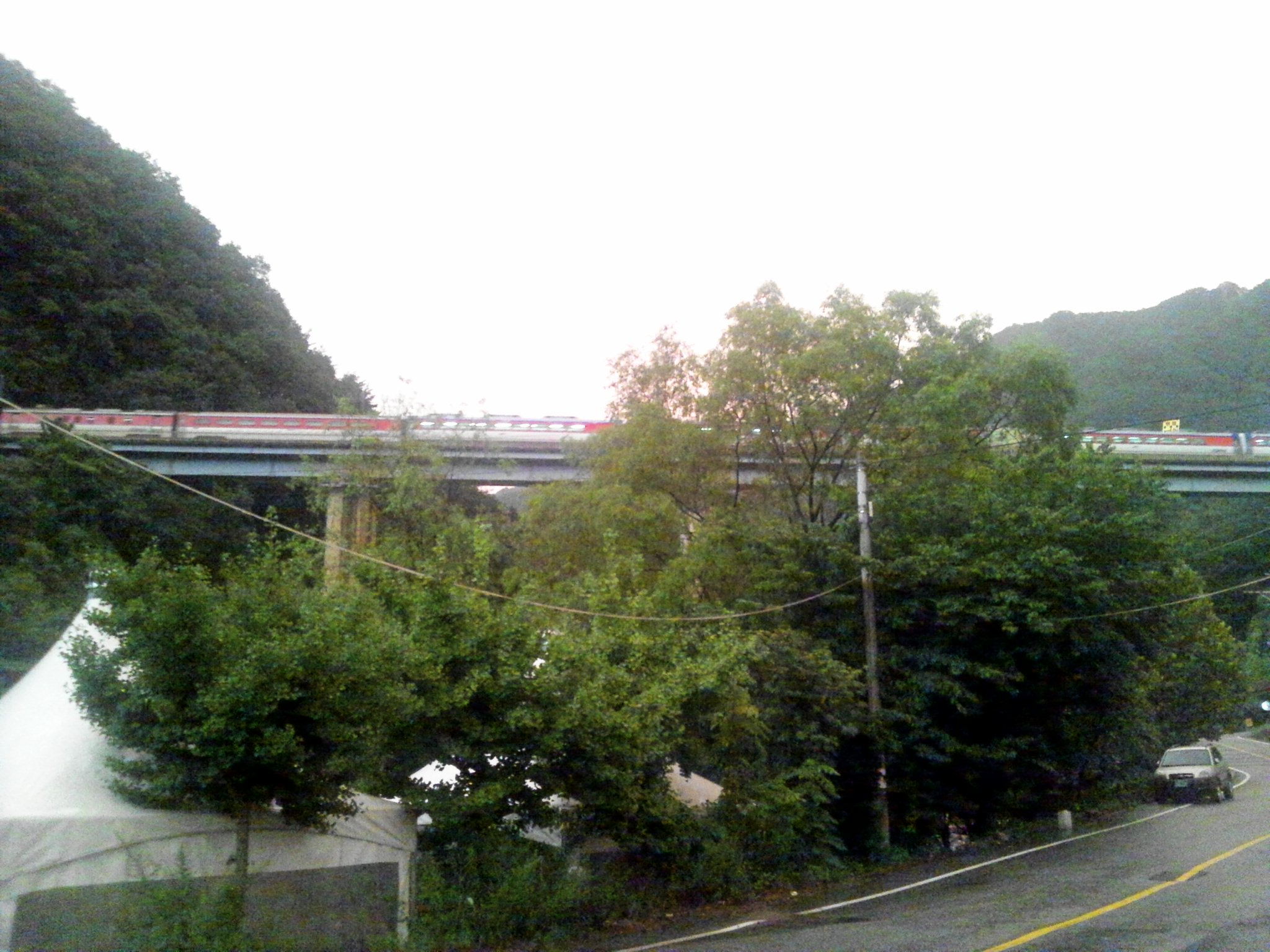
철교를 건너고 있는 열차

## 같이 보기
- 금대2터널
- 금교역
- 치악역